# Evert Martínez
Evert Josiel Martínez (ur. 8 marca 2002 w El Rama) – nikaraguański piłkarz występujący na pozycji środkowego obrońcy, reprezentant Nikaragui, od 2022 roku zawodnik Realu Estelí.